# Горња Крајина
Горња Крајина је историјска и географска област, која је обухватала шире подручје Карловачке војне крајине, укључујући и области Лике, Крбаве, Гацке, Кордуна и Баније у данашњој Хрватској. Придевак „горња” у називу ове области је означавао њен узводни положај (посматрано према току и сливу реке Саве), насупрот „доњим” (низводним) крајишким областима у Славонији и Срему. Поменути придевак је по истом основу укључен и у назив српске православне Горњокарловачке епархије, која је обухватала подручје Горње Крајине, тако да је и сам град Карловац често називан „горњим” Карловцем, ради бољег разликовања од „доњих” Карловаца у Срему. Појам Горња Крајина је употребљаван током 18. и 19 века, а често се користио и као географска одредница за подручје Горњокарловачке епархије. Током 16. и 17. века, на подручје Горње Крајине се доселио значајан број православних Срба, који су служили као крајишници у склопу хабзбуршке Војне крајине.